# 증권 정보
증권 정보는 대한민국의 방송국 한국방송공사의 라디오 채널 KBS 해피FM에서 월~토요일 저녁 6시 5분부터 저녁 6시 10분까지 방송했던 라디오 증권 프로그램이다. 2008년 4월 19일 자로 15년 만에 폐지되었다.

## 역대 진행자
- 동부증권 정재호 연구원
- 동부증권 고원종 연구원
- 장철 연구원

## 오프닝
- 정재호/고원졷 연구원 : 동부증권이 함께하는 증권 정보입니다.

## 클로징
- 정재호 연구원 : 지금까지 동부증권 정재호였습니다.
- 고원종 연구원 : 지금까지 동부증권 고원종이였습니다.
- 장철 연구원 : 지금까지 서울증권의 장철이었습니다.
- 장철 연구원 : 지금까지 베스트 투자자문의 장철이었습니다.
- 장철 연구원 : 지금까지 CJ투자증권의 장철이었습니다.